# Сімський
Сі́мський (рос. Симский, башк. Эҫем) — присілок у складі Кармаскалинського району Башкортостану, Росія. Входить до складу Сахаєвської сільської ради.
Населення — 42 особи (2010; 28 в 2002).
Національний склад:
- татари — 46 %
- росіяни — 36 %